# 寶豐戰鬥
寶豐戰鬥發生於1914年8月3日，地點則是在中國河南。是北洋政府時期內戰之一，交戰兩方為袁世凱部下劉鎮華及河南農民軍白朗軍隊，白朗從陝、甘回師，在豫、陝交界處富水關、太平溝一帶與劉鎮華部作戰。白朗陣亡，劉鎮華斷其首級，獻給袁世凱。